# Robe Guta
Robe Guta (auch: Robe Tola; * 12. Oktober 1986) ist eine äthiopische Marathonläuferin.
Bei ihrem Debüt über die Marathondistanz belegte sie 2005 den zweiten Platz beim Enschede-Marathon. Im selben Jahr wurde sie Dritte beim Frankfurt-Marathon in 2:29:30. Im darauffolgenden Frühjahr gewann sie erst den Venloop in 1:12:53. Beim anschließenden Hamburg-Marathon egalisierte sie mit 2:24:35 den sieben Jahre alten Streckenrekord von Katrin Dörre-Heinig. Beim Frankfurt-Marathon im selben Jahr konnte sie allerdings nicht an diese Leistungen anknüpfen und wurde Siebte in 2:39:18.
2007 gewann sie die 20 van Alphen und wurde Sechste beim Boston-Marathon. Als Teilnehmerin am Hitzemarathon der Leichtathletik-Weltmeisterschaften 2007 in Ōsaka erlitt sie jedoch einen schlimmen Einbruch und belegte Platz 56. 
2008 wurde sie jeweils Achte beim Dubai-Marathon und in Boston und gewann den Köln-Marathon in 2:29:39. 2009 qualifizierte sie sich mit einem Sieg beim Seoul International Marathon in 2:25:37 für die WM in Berlin, erreichte dort aber nicht das Ziel. Zum Saisonabschluss wurde sie Dritte beim Yokohama-Marathon. 
2011 siegte sie erneut in Seoul und wurde Sechste in Yokohama. 

## Persönliche Bestzeiten
- Halbmarathon: 1:11:41 h, 23. April 2006, Hamburg (Zwischenzeit)
- Marathon: 2:24:35 h, 23. April 2006, Hamburg